# スミソニアン協定
スミソニアン協定（スミソニアンきょうてい、Smithsonian Agreement）は、1944年のブレトン・ウッズ会議で確立された固定相場制を終わらせた1971年12月18日の協定である。
スミソニアン協定が有効である状態をスミソニアン体制と呼び、1973年2月～3月まで継続した。

## 歴史
1944年のブレトン・ウッズ会議は、金本位制に基づくアメリカ合衆国ドルと連動した通貨の国際的な固定相場制を確立した。
その後、1970年代までにアメリカ合衆国ならびに世界各国の経済、貿易、財政規模が著しく拡大し、金の産出量や保有量が経済、貿易、財政規模の拡大に対応することが困難となった。
それに対し、1971年8月15日、アメリカ合衆国大統領のリチャード・ニクソンが一方的にドルの金への兌換を停止することを発表し、金本位制は実質的に終結した（ニクソン・ショック）。その後、アメリカ合衆国連邦政府はこの変更に対して先進国と各国通貨を増価するための交渉に入った。
1971年12月18日のスミソニアン博物館での会議において、G10はスミソニアン協定を締結した。協定では、各国はアメリカ合衆国ドルに対して自国通貨を増価することで合意した。
協定は国際的な通貨問題の根本的な再編成としてニクソンに歓迎されたが、それはすぐに少なすぎ、また一時的な恩恵にすぎないことが判明した。1973年にはドルの金の交換価値は38.02ドルから42.22ドルへと再び再編成された。さらに、欧州通貨に対する更なるドルの減価が起きた。
早くも1973年3月にはスミソニアン体制の終焉が訪れた。当時、各国政府は依然として、基本的には需要と供給の市場原理に基づいて為替相場を決定する変動相場制を実行する、スミソニアン協定で決められたプラスマイナス2％以内の幅に為替相場を維持するのに苦労していたが、主要通貨は互いの通貨に対して変動しはじめていた。英ポンドなどいくつかの通貨はそれ以前に変動相場制を始めていた。

## 解説
ここでの10カ国とは、当時のIMFの10カ国グループ（G10）を指す。
スミソニアン協定が結ばれた背景には、1971年8月に米国が米ドルの金との交換性を停止したことによるブレトン・ウッズ体制の終結がある（ニクソン・ショック）。
1973年2月には日本が田中角栄政権の大蔵大臣である愛知揆一の裁断により変動相場制に移行することを決め、続く3月にはEC諸国も変動相場制に移行。ここにおいて、スミソニアン体制は完全に崩壊した。

## 協定の内容
1. ドルと金との固定交換レート引き上げ（金1オンス=35ドル→38ドル）
2. ドルと各国通貨との交換レート改定（日本円は、1ドル=360円→308円、16.8%切り上げ）
3. 為替変動幅の拡大（為替平価の上下1%→2.25%）
4. アメリカの輸入課徴金の即時撤廃